# Alexandre Pellicier
Pour les articles homonymes, voir Pellicier.
Alexandre Pellicier, né le 9 décembre 1981 en Savoie, est un skieur-alpiniste français.

## Biographie
Alexandre Pellicier commence le ski-alpinisme en 1998 et participe à sa première compétition dans la Pierra Menta "juniors" dans la même année.
Il est membre de l'équipe nationale de France depuis 2005.
Il est également consultant dans l'industrie laitière.

## Palmarès

### Championnats du monde
- 2011
  - 5e par équipes
  - 5e en KO Sprint
- 2010
  - 4e par équipes avec William Bon Mardion
  - 5e en KO Sprint
- 2008
  -  Médaille d'or par équipes (avec Florent Perrier)
  - 4e en combiné
  - 10e en individuel
- 2006
  - 8e par équipes avec Pierre Gignoux

### Championnats d'Europe
- 2007
  -  Médaille d'argent par équipes avec William Bon Mardion
  - 6e au classement combiné
  - 7e en individuel
- 2005
  - 6e par équipes avec Cyril Champange

### Championnats de France
- 2010
  -  Médaille d'or par équipes
- 2009
  -  Médaille d'argent par équipes
- 2008
  -  Médaille d'argent par équipes
- 2007
  -  Médaille d'argent par équipes
- 2006
  -  Médaille d'argent en individuel
- 2003
  -  Médaille d'or Espoir en individuel
  -  Médaille d'or Espoir par équipes
- 2002
  -  Médaille d'or Espoir en individuel
  -  Médaille d'or Espoir par équipes

### Autres compétitions
- Coupe du monde
  - 2011
    - 1er au KO sprint Pelvoux
    - 2eau KO sprint Gavarnie

  - 2010
    - 3e au KO sprint Pila
    - 7e en individuel à Tambre-Italie

  - 2008
    - 4e en individuel à Valerette-Suisse

  - Classement général coupe du monde :
    - 2009, 12e
    - 2008, 4e
    - 2006, 6e
- Pierra Menta
  - 2006: 6e, avec Cyril Champange
  - 2007: 3e, avec Bertrand Blanc
  - 2008: 5e, avec Ola Berger
  - 2009: 6e, avec Grégory Gachet
  - 2010: 7e, avec Didier Blanc
  - 2011: 11e
- Patrouille des Glaciers
  - 2008: 6e avec  Tony Sbalbi et Didier Blanc